# Ricardo Carvalho
Ricardo Alberto Silveira de Carvalho, ofwel Ricardo Carvalho (Amarante, 18 mei 1978) is een Portugees coach en voormalig voetballer die bij voorkeur in de verdediging speelde. Hij debuteerde in oktober 2003 in het Portugees voetbalelftal, waarvoor hij meer dan 80 interlands speelde.

## Clubcarrière
Carvalho debuteerde in het seizoen 1998/99 in de hoofdmacht van FC Porto, waarmee hij in de jaargang 2003/04 onder coach José Mourinho de UEFA Champions League won. Hij werd dat jaar uitgeroepen tot beste verdediger in de Champions League. Op het Europees kampioenschap voetbal 2004 vormde Carvalho in het nationaal elftal samen met Jorge Andrade het centrale duo. Portugal bereikte de finale, waarin Griekenland te sterk was (0–1).
Nadat Mourinho in de zomer van 2004 naar Chelsea verhuisde, nam hij Carvalho voor een transferprijs van circa 30 miljoen euro mee naar Londen, evenals teamgenoot Paulo Ferreira. In zijn eerste seizoen bij zijn nieuwe ploeg was Carvalho regelmatig basisspeler en werd hij voor het eerst Engels landskampioen. In 2008 zag Carvalho coach Mourinho naar Inter Milaan vertrekken en scheidden hun wegen. Toen Mourinho twee jaar later naar Real Madrid ging, haalde hij Carvalho niettemin voor een derde keer naar zijn club. Carvalho tekende ditmaal voor twee seizoenen bij Real Madrid. De trainer maakte kenbaar dat Carvalho niet hoefde te rekenen op een basisplaats, wat hij in de seizoenen 2011/12 en 2012/13 ook niet kreeg.
Op 28 mei 2013 versterkte AS Monaco zich met de komst van Carvalho. Eerder maakte de club ook de komst van James Rodríguez en João Moutinho bekend. Drie dagen later werd bekend dat ook Radamel Falcao naar AS Monaco kwam. Bij Monaco werd Carvalho een vaste waarde in het basiselftal. De Portugees kwam 3 seizoenen voor de Monegasken uit en speelde in totaal 108 wedstrijden.
Op 9 januari 2017 tekende de Portugees bij de Chinese club Shanghai SIPG, voor een seizoen. Nadat Hulk, Oscar en trainer André Villas-Boas al waren gecontracteerd, haalde de Chinezen met de voormalig Portugees international de vierde grote naam binnen. Nadat zijn contract eind 2017 afliep besloot de geroutineerde verdediger een punt te zetten achter zijn profcarrière.

## Clubstatistieken
| Seizoen     | Club              | Competitie         | Competitie | Competitie | Competitie | Beker | Beker | Beker | Internationaal | Internationaal | Internationaal | Totaal | Totaal | Totaal |
| Seizoen     | Club              | Competitie         | Wed.       | Dlp.       | Ass.       | Wed.  | Dlp.  | Ass.  | Wed.           | Dlp.           | Ass.           | Wed.   | Dlp.   | Ass.   |
| ----------- | ----------------- | ------------------ | ---------- | ---------- | ---------- | ----- | ----- | ----- | -------------- | -------------- | -------------- | ------ | ------ | ------ |
| 1998/99     | FC Porto          | SuperLiga          | 0          | 0          | 0          | 0     | 0     | 0     | 0              | 0              | 0              | 0      | 0      | 0      |
| Club Totaal | Club Totaal       | Club Totaal        | 0          | 0          | 0          | 0     | 0     | 0     | 0              | 0              | 0              | 0      | 0      | 0      |
| 1999/00     | → Vitória Setúbal | SuperLiga          | 8          | 1          | 0          | 0     | 0     | 0     | —              | —              | —              | 8      | 1      | 0      |
| Club Totaal | Club Totaal       | Club Totaal        | 8          | 1          | 0          | 0     | 0     | 0     | 0              | 0              | 0              | 8      | 1      | 0      |
| 2000/01     | → FC Alverca      | SuperLiga          | 29         | 1          | 0          | 0     | 0     | 0     | —              | —              | —              | 29     | 1      | 0      |
| Club Totaal | Club Totaal       | Club Totaal        | 29         | 1          | 0          | 0     | 0     | 0     | 0              | 0              | 0              | 29     | 1      | 0      |
| 2001/02     | FC Porto          | SuperLiga          | 25         | 0          | 0          | 0     | 0     | 0     | 10             | 0              | 0              | 35     | 0      | 0      |
| 2002/03     | FC Porto          | SuperLiga          | 18         | 1          | 0          | 5     | 0     | 0     | 7              | 0              | 0              | 30     | 1      | 0      |
| 2003/04     | FC Porto          | SuperLiga          | 29         | 2          | 0          | 5     | 0     | 0     | 14             | 1              | 0              | 48     | 3      | 0      |
| Club Totaal | Club Totaal       | Club Totaal        | 72         | 3          | 0          | 10    | 0     | 0     | 31             | 1              | 0              | 113    | 4      | 0      |
| 2004/05     | Chelsea           | Premier League     | 25         | 1          | 0          | 4     | 0     | 0     | —              | —              | —              | 29     | 1      | 0      |
| 2005/06     | Chelsea           | Premier League     | 24         | 1          | 1          | 3     | 0     | 0     | 8              | 2              | 0              | 35     | 3      | 1      |
| 2006/07     | Chelsea           | Premier League     | 31         | 3          | 1          | 10    | 1     | 0     | 10             | 0              | 1              | 51     | 4      | 2      |
| 2007/08     | Chelsea           | Premier League     | 21         | 1          | 0          | 7     | 0     | 0     | 10             | 0              | 1              | 38     | 1      | 1      |
| 2008/09     | Chelsea           | Premier League     | 12         | 1          | 1          | 2     | 0     | 0     | 4              | 0              | 0              | 18     | 1      | 1      |
| 2009/10     | Chelsea           | Premier League     | 22         | 0          | 1          | 1     | 1     | 0     | 5              | 0              | 0              | 28     | 1      | 1      |
| Club Totaal | Club Totaal       | Club Totaal        | 135        | 7          | 4          | 27    | 2     | 0     | 37             | 2              | 2              | 199    | 11     | 6      |
| 2010/11     | Real Madrid       | Primera División   | 33         | 3          | 0          | 6     | 0     | 0     | 9              | 0              | 0              | 48     | 3      | 0      |
| 2011/12     | Real Madrid       | Primera División   | 8          | 0          | 1          | 3     | 0     | 0     | 2              | 0              | 0              | 13     | 0      | 1      |
| 2012/13     | Real Madrid       | Primera División   | 9          | 0          | 1          | 6     | 0     | 0     | 1              | 0              | 0              | 16     | 0      | 1      |
| Club Totaal | Club Totaal       | Club Totaal        | 50         | 3          | 2          | 12    | 0     | 0     | 12             | 0              | 0              | 74     | 3      | 2      |
| 2013/14     | AS Monaco         | Ligue 1            | 37         | 0          | 1          | 3     | 0     | 0     | —              | —              | —              | 40     | 0      | 1      |
| 2014/15     | AS Monaco         | Ligue 1            | 25         | 0          | 1          | 3     | 0     | 1     | 6              | 0              | 0              | 34     | 0      | 2      |
| 2015/16     | AS Monaco         | Ligue 1            | 33         | 2          | 0          | 3     | 0     | 0     | 8              | 0              | 1              | 44     | 2      | 1      |
| Club Totaal | Club Totaal       | Club Totaal        | 95         | 2          | 2          | 9     | 0     | 1     | 14             | 0              | 1              | 118    | 2      | 4      |
| 2017        | Shanghai SIPG     | China Super League | 4          | 0          | 1          | 2     | 0     | 0     | —              | —              | —              | 6      | 0      | 1      |
| Club Totaal | Club Totaal       | Club Totaal        | 4          | 0          | 1          | 2     | 0     | 0     | 0              | 0              | 0              | 6      | 0      | 1      |
| TOTAAL      | TOTAAL            | TOTAAL             | 393        | 17         | 9          | 60    | 2     | 1     | 94             | 3              | 3              | 547    | 22     | 13     |

## Interlandcarrière
Carvalho debuteerde op 11 oktober 2003 in het Portugees voetbalelftal, tijdens een oefeninterland tegen Albanië. Hij vertegenwoordigde zijn land vervolgens op het EK 2004, WK 2006, EK 2008 en WK 2010. Zijn ploeggenoten en hij bereikten in 2004 de finale, maar verloren daarin van Griekenland. Carvalho stopte in 2011 als international, maar kwam daar in oktober 2014 op terug. Bondscoach Fernando Santos nam hem anderhalf jaar later mee naar het EK 2016. Hier wonnen de Portugezen voor het eerst een groot toernooi. Carvalho kwam drie keer in actie, in de groepswedstrijden.

## Erelijst
| Competitie                    |          |                           |          |          |
| Competitie                    | Aantal   | Jaren                     |          |          |
| FC Porto                      | FC Porto | FC Porto                  | FC Porto | FC Porto |
| ----------------------------- | -------- | ------------------------- | -------- | -------- |
| UEFA Champions League         | 1x       | 2003/04                   |          |          |
| UEFA Cup                      | 1x       | 2002/03                   |          |          |
| Primeira Divisão/Liga         | 3x       | 1998/99, 2002/03, 2003/04 |          |          |
| Taça de Portugal              | 1x       | 2002/03                   |          |          |
| Supertaça Cândido de Oliveira | 3x       | 1998, 2003, 2004          |          |          |
| Chelsea                       |          |                           |          |          |
| Premier League                | 3x       | 2004/05, 2005/06, 2009/10 |          |          |
| FA Cup                        | 3x       | 2006/07, 2008/09, 2009/10 |          |          |
| Football League Cup           | 2x       | 2004/05, 2006/07          |          |          |
| FA Community Shield           | 2x       | 2005, 2009                |          |          |
| Real Madrid                   |          |                           |          |          |
| Primera División              | 1x       | 2011/12                   |          |          |
| Copa del Rey                  | 1x       | 2010/11                   |          |          |
| Supercopa de España           | 1x       | 2012                      |          |          |

| Competitie | Winnaar  | Winnaar  | Runner-up | Runner-up | Derde    | Derde    |
| Competitie | Aantal   | Jaren    | Aantal    | Jaren     | Aantal   | Jaren    |
| Portugal   | Portugal | Portugal | Portugal  | Portugal  | Portugal | Portugal |
| ---------- | -------- | -------- | --------- | --------- | -------- | -------- |
| UEFA EK    | 1x       | 2016     |           |           | 1x       | 2004     |